# XI ELEVEN
《XI ELEVEN》은 2018년에 중국에서 방송된 걸그룹 선발 프로그램이다. 12명의 참가자 중 5명이 걸그룹으로 데뷔하게 된다.